# 2012년 슐레스비히홀슈타인 주의회 선거

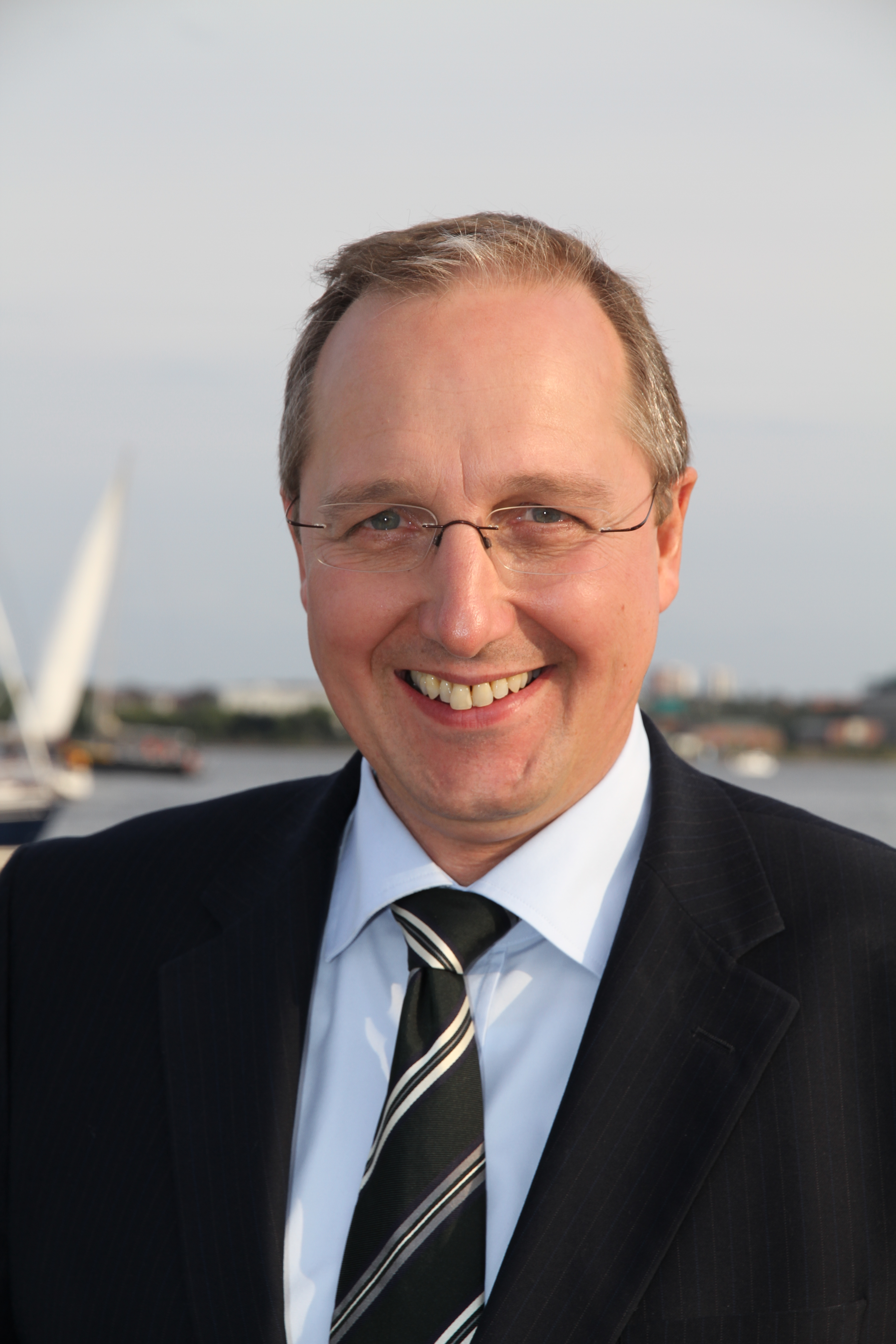

2012년 독일 슐레스비히홀슈타인주 제18대 주의회 선거가 5월 6일 실시됐다. 이 선거는 2010년 8월 30일 슐레스비히홀슈타인주 헌법재판소의 판결에 따라 17대의회의 임기가 종료되면서 실시된 조기선거이다. 이번 선거는 주지사 불신임으로 실시된 2009년 슐레스비히홀슈타인주 주의회 선거에 이은 두 번째 조기선거였다.
이때 녹색당의 대표를 맡은 로베르트 하베크는 후일 독일 녹색당의 대표가 되어 7년만에 유력 총리 후보까지 오르게 된다.

## 선거결과
주 선관위 잠정집계결과 기민련이 30.8%로 최다득표율을 기록했고, 사민당은 30.4%를 득표해 근소한 차이로 2위를 차지했다. 녹색당은 13.2%를 기록해 약간의 득표율 상승을 기록으며, 자민당은 8.2%를 득표해 6.2%의 득표율 감소를 기록했으나 원내 재진출에 성공했다. 좌파당은 2.2% 득표에 그쳐 원내 재진에 실패했다. 해적당은 8.2% 득표로 베를린, 자르란트 주에 이어 슐레스비히홀슈타인 주에서 세 번째로 주의회 진출에 성공했다. 5% 봉쇄조항의 적용을 받지 않는 남슐레스비히 유권자연합도 4.6% 득표로 원내재진출에 성공했다. 의석은 기민련과 사민당이 각 22석, 녹색당 10석, 자민당과 해적당이 각 6석, 남슐레스비히 유권자연합이 3석을 차지했다.
| | 기민련(CDU)                 | 408,573   | 30.8   | -0.7  | 22 | -12 |
| | 사민당(SPD)                 | 403,783   | 30.4   | +5.0  | 22 | -3  |
| | 녹색당(Grüne)               | 174,752   | 13.2   | +0.8  | 10 | -2  |
| | 자민당(FDP)                 | 108,902   | 8.2    | -6.7  | 6  | -8  |
| | 좌파당(Linke)               | 29,868    | 2.2    | -3.8  | 0  | -6  |
| | 남슐레스비히유권자연합(SSW) | 61,022    | 4.6    | +0.3  | 3  | -1  |
| | 해적당(PIRAT)               | 108,740   | 8.2    | +6.4  | 6  | +6  |
| | 기타정당                    | 32,032    | 2.4    | -1.2  | 0  | 0   |
| 유효표 | 유효표                      | 1,327,672 | 59.3   | -12.8 |    |     |
| 무효표 | 무효표                      | 19,585    | 0.9    | 0     |    |     |
| 계 및 투표율 | 계 및 투표율                | 1,347,257 | 60.1   | -13.5 | 69 | -26 |
| 유권자 | 유권자                      | 2,240,148 | 100.00 | —     |    |     |
| 출처:http://www.election.de/cgi-bin/content.pl?url=/ltw_sh.html http://www.election.de/cgi-bin/tab.pl?datafile=ltw_sh12.txt http://www.election.de/cgi-bin/tab.pl?datafile=ltw_sh09.txt |                             |           |        |       |    |     |

## 선거전 상황
2009년 주의회 선거는 2009년 연방하원의원 선거와 같은 날인 2009년 9월 27일 실시됐다. 당시 선거결과는 대연정 참여정당인 기민련과 사민당의 득표율 감소와 여타 소수 정당의 득표율 증가로 요약할 수 있다. 기민련과 자민당의 득표율 합계는 46.4% 이고, 여타 정당의 득표율 합계는 48.1%였으나, 흑황연정(기민-자민)은 전체 의석 95개 중 48개를 차지해 원내 과반수 의석을 확보했다. 이는 기민련이 11석의 초과의석을 얻었기 때문이다. 당시 선거법은 보정의석에 대한 규정이 불명확했다. 선거관리위원회는 선관위원장이 14석의 보정의석을 배정하자는 유권해석에 대해 기민련과 자민당 연정의 다수를 보호하는 방향으로 결정을 내렸다. 녹색당과 SSW는 의석배정에 대해 주헌법재판소에 소송을 제기했다. 주헌법재판소는 2010년 8월 30일 이 소송에 대한 판결에서 주선거법이 표의 등가성 침해과 주헌법이 규정한 최대의석 숫자를 위반할 가능성이 있기 때문에 위헌이라고 판결했다. 판결은 또 선거법을 2011년 3월 31일까지 개정하고, 주의회는 2012년 9월 30일까지 재선거를 하도록 했다. 하지만 당시 주의회 의석은 재선거가 실시되기 전까지 인정하는 판결을 내렸다.

## 선거운동

### 선거 광고
해적당은 18,000장의 선거포스터를 부착했다. 사민당은 32,000여장의 선거포스터를 부착했으며, 이 중 주지사 후보 토르스텐 알비히가 중심이다. 녹색당도 주지사 후보 로베르트 하벡을 중심으로 한 선거포스터를 부착했다. 독일의 일반적인 경우와 달리 플렌스베르크시의 경우 시에서 허가해준 장소에만 선거포스터를 부착할 수 있도록 했다.
자민당은 당 주의원교섭단체가 자민당의 성과를 칭찬하는 내용의 선거광고를 우편을 통해 개별가구로 발송했다가 많은 비판을 받았다. 이 광고에는 자민당이 제작했다는 사실을 숨기고 있었다. 이 광고우편의 법률 위반여부는 아직 조사단계에 있다.
기민련과 기민련 청년조직은 남슐레스비히 유권자연합에 대한 공격적인 반대운동으로 부정적인 평가를 받았다.
자유유권자와 가족당은 시민적 대안이 기민련과 자민당이로 밝혔다.

### TV토론
2012년 5월 2일 북독일방송을 통해 기민련과 사민당의 양당 주지사 후보간의 TV토론이 중계됐다. 북독일방송은 슐레스비히홀슈타인 주에서 8만명이 시청했다고 밝혔다.. 양당후보 TV토론에 초대받지 못한 녹색당, 자민당, 좌파당, 남슐레스비히유권자연합 주지사후보간의 TV토론도 같은 날 실시됐다..

## 선거제도
주헌법재판소의 판결에 따라, 2011년 봄 기민련, 시민당, 자민당은 주헌법과 주선거법 개정안에 합의하고, 주의회는 2011년 3월 29일 해당 법안을 의결했다. 선거제도는 독일 연방하원과 마찬가지로 1인2표제에 따른 지역구 비례대표 혼합제를 채택하고 있다. 주의회 정원은 69명으로 하고, 35석을 지역구에서 선출하고 있다. 기선거법 개정전에는 지역구에서 40석을 선출했다. 한 정당의 지역구 당선자 수가 정당득표에 따른 배정의석보다 많은 경우 초과의석으로 인정받아 의석을 유지하고, 이로 인해 손해를 보는 정당은 보정의석을 추가로 받게 된다. 한 지역구의 유권자수는 지역구 평균 유권자보다 20%이상(개정전 25%) 많아서는 안된다. 정당별 의석 배정방식은 기존의 동트방식에서 상트라귀방식으로 변경되었다.
정당이 의석을 배정받기 위해서는 봉쇄조항에 따라 5%이상 득표를 해야한다. 하지만 덴마크 소수민족을 대표하는 SSW는 본-코펜하겐 협약에 따라 이 봉쇄조항을 적용받지 않는다.

## 정당 및 후보
주선관위와 지역선관위는 다음과 같이 후보와 정당의 등록을 확인했다.:
| 정당                    | 약칭         | 당원수 | 득표율 2009 | 지역구 후보수 | 주지사 후보     |
| ----------------------- | ------------ | ------ | ----------- | ------------- | --------------- |
| 기민련                  | CDU          | 24.000 | 31,5 %      | 35            | 요스트 데 야거  |
| 사민당                  | SPD          | 19.000 | 25,4 %      | 35            | 토르스텐 알비히 |
| 자민당                  | FDP          | 2.280  | 14,9 %      | 35            | 볼프강 쿠빅키   |
| 녹색당                  | GRÜNE        | 2.074  | 12,4 %      | 35            | 로베르트 하벡   |
| 좌파당                  | DIE LINKE    | 987    | 6,0 %       | 35            | 안테 얀센       |
| 남슐레스비히 유권자연합 | SSW          | 3.900  | 4,3 %       | 11            | 안케 슈프렌동크 |
| 해적당                  | PIRATEN      | 901    | 1,8 %       | 34            | 토르게 슈미트   |
| 자유유권자              | FREIE WÄHLER | 65     | 1,0 %       | 0             | 볼프강 바벨     |
| 민족민주당              | NPD          | 220    | 0,9 %       | 5             | 옌스 뤼트케     |
| 가족당                  | FAMILIE      | 108    | 0,8 %       | 0             | 마티아스 코르튬 |
| 해양연합                | MUD          | 78     | —           | 0             | 콘라드 피셔     |

원외정당의 경우 정당명부를 선관위에 등록하기 위해서는 1000명의 지지서명이 필요하다. 노동-법치국가-엘리트지원-토대민주주의 당은 요건을 충족시키지 못해 정당명부를 등록하지 못했으나 지역구에 2명이 출마했다.

### 지역구 후보
기민련과 사민당, 녹색당, 자민당, 좌파당은 35개 전 지역구에 후보를 출마시켰다. 남슐레스비히 유권자연합은 11개 지역구에 출마했다.
원외 정당중 해적당은 18번 선거구(동홀슈타인-북)을 제외하고 전지역구 후보를 냈다. 민족민주당은 5개 선거구에 후보를 냈고, 정당명부 등록을 하지 못한 노동-법치국가-엘리트지원-토대민주주의 당 2개 지역구에 출마했다. 다른 정당은 지역구 후보 없이 정당명부후보만 등록했다.
그외에 5명의 무소속후보가 출마했다.

### 주지사 후보
기민련
기민련은 2011년 5월 6일 노더슈테트에서 개최된 주당대회에서 주의회 원내대표였던 크리스티안 폰 뵈티허를 주지사로 선출했다. 현 주지사인 페터 헤리 카르스텐센은 이미 2010년 여름 불출마 입장을 밝힌바 있다. 하지만 폰 뵈티허는 당시 16세 여성과 성관계를 맺은 것이 밝혀져 2011년 8월 14일 주지사후보를 사퇴했다. 기민련 주대표단은 8월 16일 당시 주경제부장관이던 요스트 데 야거를 주지사후보로 재선출 했다. 2011년 11월 4일 기민련 주당대회에서 데 야거는 주지사후보 인준을 받았다.
사민당
사민당은 당원투표를 통해 킬 시장 토르스텐 알비히를 주지사 후보로 선출했다. 알비히의 당원 투표 득표율은 57.2%였고, 사민당 주당 대표 및 원내대표인 랄프 슈테그너는 32.2%를 엘름스호르너 시장 블리기테 프론첵은 9.1%, 마티아스 슈타인은 1.3%를 득표했다.

## 여론조사
여론조사에 따르면 여당인 기민련과 야당이 사민당의 근초한 차이의 격전이 예상되었다. 사민당은 득표율이 크게 증가하고, 자민당은 크게 감소할 것이라는 결과가 나왔다. 나머지 원내 정당들(기민련, 녹색당, SSW)은 2009년 선거과 비슷한 득표율을 보일 것으로 조사됐고, 해적당의 경우 처음으로 원내 진출에 성공할 것이라는 예상이 나왔다.
지지정당 여론조사 결과는 다음과 같다.
| 조사기관                | 조사일     | CDU  | SPD  | FDP | GRÜNE  | LINKE | SSW   | Piraten | 기타 |
| ----------------------- | ---------- | ---- | ---- | --- | ------ | ----- | ----- | ------- | ---- |
| GMS                     | 02.05.2012 | 32 % | 33 % | 6 % | 12 %   | 2 %   | 4 %   | 8 %     | 3 %  |
| Forschungsgruppe Wahlen | 27.04.2012 | 31 % | 31 % | 7 % | 12,5 % | 2,5 % | 4 %   | 9 %     | 3 %  |
| Infratest dimap         | 26.04.2012 | 30 % | 32 % | 6 % | 13 %   | 2,5 % | 4,5 % | 9 %     | 3 %  |
| Infratest dimap         | 19.04.2012 | 31 % | 32 % | 5 % | 13 %   | 2 %   | 4 %   | 10 %    | 3 %  |
| Infratest dimap         | 12.04.2012 | 32 % | 32 % | 4 % | 12 %   | 3 %   | 4 %   | 11 %    | 2 %  |
| Infratest dimap         | 29.03.2012 | 34 % | 32 % | 4 % | 15 %   | 4 %   | 4 %   | 5 %     | 2 %  |
| Infratest dimap         | 16.03.2012 | 34 % | 33 % | 4 % | 15 %   | 3 %   | 4 %   | 5 %     | 2 %  |
| Forsa                   | 05.03.2012 | 35 % | 35 % | 2 % | 13 %   | 3 %   | 4 %   | 5 %     | 3 %  |
| Infratest dimap         | 17.02.2012 | 33 % | 33 % | 3 % | 16 %   | 3 %   | 3 %   | 5 %     | 4 %  |
| Emnid                   | 20.01.2012 | 34 % | 32 % | 4 % | 15 %   | 3 %   | 3 %   | 7 %     | 2 %  |
| Forsa                   | 18.11.2011 | 33 % | 32 % | 3 % | 17 %   | 3 %   | 3 %   | 6 %     | 3 %  |
| Infratest dimap         | 28.09.2011 | 30 % | 34 % | 3 % | 21 %   | 2 %   | 3 %   | 4 %     | 3 %  |
| Forsa                   | 17.08.2011 | 30 % | 32 % | 4 % | 19 %   | 4 %   | 4 %   | –       | 7 %  |
| Infratest dimap         | 17.05.2011 | 33 % | 31 % | 4 % | 22 %   | 2 %   | 4 %   | 1 %     | 3 %  |

주지사를 직선으로 선출할 경우 지지후보에 대한 여론조사 결과는 다음과 같다.
| 조사기관                | 조사일     | 요스트 데 야거 (CDU) | 코르스텐 알비히 (SPD) |
| ----------------------- | ---------- | -------------------- | --------------------- |
| Forschungsgruppe Wahlen | 27.04.2012 | 29 %                 | 44 %                  |
| Infratest dimap         | 26.04.2012 | 27 %                 | 49 %                  |
| Infratest dimap         | 19.04.2012 | 32 %                 | 56 %                  |
| Infratest dimap         | 12.04.2012 | 31 %                 | 53 %                  |
| Infratest dimap         | 29.03.2012 | 33 %                 | 49 %                  |
| Infratest dimap         | 17.02.2012 | 29 %                 | 45 %                  |
| Infratest dimap         | 28.09.2011 | 27 %                 | 45 %                  |
| Forsa                   | 17.08.2011 | 30 %                 | 34 %                  |

어느 연정을 선호하는가에 대한 여론조사 결과는 다음과 같다.
| 조사기관        | 조사일     | 적녹연정 | 대연정 | 사민당 | 흑황연정 | 흑녹연정 | 기민련 |
| --------------- | ---------- | -------- | ------ | ------ | -------- | -------- | ------ |
| Infratest dimap | 17.02.2012 | 28 %     | 22 %   | 1 %    | 9 %      | 6 %      | 2 %    |
| Infratest dimap | 28.09.2011 | 32 %     | 17 %   | 3 %    | 7 %      | 9 %      | 3 %    |
| Infratest dimap | 28.09.2010 | 28 %     | 12 %   | 1 %    | 12 %     | 7 %      | 4 %    |